# Bængt Dimming
Bængt Dimming, född 17 april 1919 i Göteborg, död 2004 i Grebbestad, var en svensk målare och illustratör.
Dimming studerade konst vid Slöjdföreningens skola och  Valands konstskola i Göteborg (1936-1945), samt i Paris vid Académie Julian och Sorbonne (från 1949). Han tilldelades Slöjdföreningens silvermedalj 1940.
Separat- och samlingsutställningar bland annat i Paris, Oslo, Göteborg, Stockholm, Malmö, samt ett flertal svenska orter. Offentliga utsmyckningar i Länsstyrelsen i Västra Götalands län, Apotekarnas vattenfabrik i Göteborg, Stala bygdegård i Bohuslän. Representerad bland annat vid HM Konungens samlingar, Nationalmuseum, Östergötlands länsmuseum, Kalmar konstmuseum, Ystads konstmuseum, Kortedala bibliotek  samt samlingar i Paris, Chicago, Oslo, Helsingfors, Frankfurt och Buenos Aires.
Dimming var en av medlemmarna i Arildsgruppen och aktiv vid Konstnärshuset i Arild, samt deltog i Konstnärernas Samarbetsorganisation (KSO). Han var även medlem i Göteborgs Konstnärsklubb och KRO.
Dimming målade de tavlor som GrebbestadsPrinsarna utsåg till Prinstavlor 1990 och 1998.